# Have a Nice Day Tour
L'Have a Nice Day Tour è stato un tour musicale della rock band statunitense dei Bon Jovi, intrapreso durante il 2005 e il 2006 promuovere il nono album in studio del gruppo Have a Nice Day.
Il tour ha raccolto un grande successo, con un totale di più di 2 milioni di fan che hanno assistito ai concerti, e si è classificato come terzo tour più proficuo del 2006, dietro ai Rolling Stones con il A Bigger Bang World Tour e il Confessions Tour di Madonna.

## Band d'apertura
Nella prima leg americana e nelle date in Regno Unito l'apertura dello show è stata affidata ad un cantante o gruppo locale. Nel resto della leg europea e per i concerti estivi in Nord America, sono stati scelti i canadesi Nickelback come band di supporto, in seguito al successo del loro album All the Right Reasons.

## I Bon Jovi
- Jon Bon Jovi - voce, chitarra
- Richie Sambora - chitarra, cori
- David Bryan - tastiere, cori
- Tico Torres - batteria

### Musicisti aggiuntivi
- Hugh McDonald - basso, cori
- Bobby Bandiera - chitarra ritmica, cori
- Jeff Kazee - tastiere, cori

## Date

### Leg 1: Nord America
- 02.11.2005  - Wells Fargo Arena, Des Moines, IA, USA
- 04.11.2005  - United Center, Chicago, IL, USA
- 05.11.2005  - United Center, Chicago, IL, USA
- 08.11.2005  - Quicken Loans Arena, Cleveland, OH, USA
- 09.11.2005  - Schottenstein Center, Columbus, OH, USA
- 11.11.2005  - Target Center, Minneapolis, MN, USA
- 12.11.2005  - Qwest Center, Omaha, NE, USA
- 16.11.2005  - Kohl Center, Madison, WI, USA
- 18.11.2005  - The Palace of Auburn Hills, Detroit, MI, USA
- 19.11.2005  - The Palace of Auburn Hills, Detroit, MI, USA
- 26.11.2005  - Mohegan Sun Arena, Uncasville, CT, USA
- 28.11.2005  - Madison Square Garden, New York, NY, USA
- 29.11.2005  - Madison Square Garden, New York, NY, USA
- 02.12.2005  - Wachovia Center, Philadelphia, PA, USA
- 03.12.2005  - Wachovia Center, Philadelphia, PA, USA
- 06.12.2005  - Mellon Arena, Pittsburgh, PA, USA
- 07.12.2005  - Nassau Coliseum, Uniondale, NY, USA
- 09.12.2005  - TD Banknorth Garden, Boston, MA, USA
- 10.12.2005  - TD Banknorth Garden, Boston, MA, USA
- 12.12.2005  - Pepsi Arena, Albany, NY, USA, USA
- 14.12.2005  - Bell Centre, Montreal, QB, Canada
- 15.12.2005  - Bell Centre, Montreal, QB, Canada
- 17.12.2005  - MCI Center, Washington, DC, USA
- 19.12.2005  - Continental Airlines Arena, East Rutherford, NJ, USA
- 21.12.2005  - Continental Airlines Arena, East Rutherford, NJ, USA
- 22.12.2005  - Continental Airlines Arena, East Rutherford, NJ, USA
- 14.01.2006  - Ford Center, Oklahoma City, OK, USA
- 15.01.2006  - American Airlines Center, Dallas, TX, USA
- 17.01.2006  - Philips Arena, Atlanta, GA, USA
- 18.01.2006  - Charlotte Bobcats Arena, Charlotte, NC, USA
- 20.01.2006  - HSBC Arena, Buffalo, NY, USA
- 21.01.2006  - Air Canada Centre, Toronto, ON, USA
- 23.01.2006  - Air Canada Centre, Toronto, ON, USA
- 24.01.2006  - Air Canada Centre, Toronto, ON, USA
- 27.01.2006  - Xcel Energy Center, St. Paul, MN, USA
- 28.01.2006  - Bradley Center, Milwaukee, WI, USA
- 30.01.2006  - Air Canada Centre, Toronto, ON, USA
- 01.02.2006  - Mohegan Sun Arena, Uncasville, CT, USA
- 02.02.2006  - MCI Center, Washington, DC, USA
- 04.02.2006  - Boardwalk Hall, Atlantic City, NJ, USA
- 08.02.2006  - BI-LO Center, Greenville, SC, USA
- 10.02.2006  - BankAtlantic Center, Sunrise, FL, USA
- 14.02.2006  - Gaylord Entertainment Center, Nashville, TN, USA
- 15.02.2006  - Arena at Gwinnett Center, Atlanta, GA, USA
- 16.02.2006  - BankAtlantic Center, Sunrise, FL, USA
- 17.02.2006  - St. Pete Times Forum, Tampa, FL, USA
- 18.02.2006  - St. Pete Times Forum, Tampa, FL, USA
- 21.02.2006  - Toyota Center, Houston, TX, USA
- 23.02.2006  - Pepsi Center, Denver, CO, USA
- 25.02.2006  - Arrowhead Pond, Anaheim, CA, USA
- 27.02.2006  - HP Pavilion, San Jose, CA, USA
- 01.03.2006  - Save Mart Center, Fresno, CA, USA
- 03.03.2006  - Staples Center, Los Angeles, CA, USA
- 05.03.2006  - Rose Garden Arena, Portland, OR, USA
- 06.03.2006  - Key Arena, Seattle, WA, USA
- 09.03.2006  - Glendale Arena, Glendale, AZ, USA
- 11.03.2006  - MGM Grand Garden Arena, Las Vegas, NV, USA

### Leg 2: Giappone
- 08.04.2006  - Tokyo Dome, Tokyo, Giappone
- 09.04.2006  - Tokyo Dome, Tokyo, Giappone
- 12.04.2006  - Nagoya Dome, Nagoya, Giappone
- 14.04.2006  - Osaka Dome, Osaka, Giappone
- 15.04.2006  - Osaka Dome, Osaka, Giappone
- 18.04.2006  - Sapporo Dome, Sapporo, Giappone

### Leg 3: Europa
- 13.05.2006  - LTU Arena, Düsseldorf, Germania
- 15.05.2006  - Linzer Stadion, Linz, Austria
- 17.05.2006  - Schloßplatz, Coblenza, Germania
- 20.05.2006  - Croke Park, Dublino, Irlanda
- 24.05.2006  - Hessentag, Hessisch Lichtenau, Germania
- 25.05.2006  - Goffertpark, Nimega, Paesi Bassi
- 27.05.2006  - Cannstatter Wasen, Stoccarda, Germania
- 28.05.2006  - Olympiastadion, Monaco, Germania
- 30.05.2006  - Olympiaworld, Innsbruck, Austria
- 31.05.2006  - Stade de Suisse, Berna, Svizzera
- 03.06.2006  - Hampden Park, Glasgow, Scozia
- 04.06.2006  - City of Manchester Stadium, Manchester, Inghilterra
- 07.06.2006  - Ricoh Arena, Coventry, Inghilterra
- 09.06.2006  - St. Mary's Stadium, Southampton, Inghilterra
- 10.06.2006  - National Bowl, Milton Keynes, Inghilterra
- 11.06.2006  - National Bowl, Milton Keynes, Inghilterra
- 13.06.2006  - KC Stadium, Hull, Inghilterra

### Leg 4: Nord America
- 10.07.2006  - Seminole Hard Rock Live, Fort Lauderdale, FL, USA
- 13.07.2006  - Parc Jean-Drapeau, Montreal, QC. Canada
- 15.07.2006  - Citizens Bank Park, Philadelphia, PA, USA
- 18.07.2006  - Giants Stadium, East Rutherford, NJ, USA
- 19.07.2006  - Giants Stadium, East Rutherford, NJ, USA
- 21.07.2006  - Soldier Field, Chicago, IL, USA
- 23.07.2006  - Heinz Field, Pittsburgh, PA, USA
- 27.07.2006  - Gillette Stadium, Foxboro, MA, USA
- 29.07.2006  - Giants Stadium, East Rutherford, NJ, USA